# 白塔樓漢堡

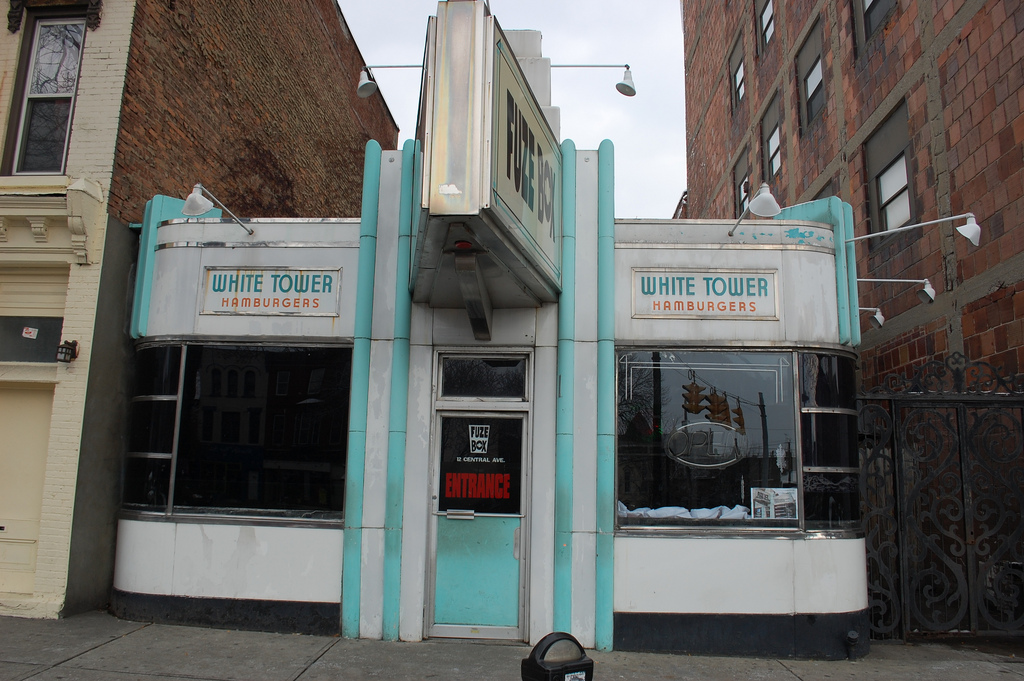
過去位於紐約市的白塔樓漢堡

白塔樓漢堡是過去一間位於美國的連鎖快餐店。1926年之前，薩克斯父子參考過一系列白城堡餐廳的成功經驗後，於馬凱特大學附近開了第一間白塔樓漢堡，其外觀建築或內部運作都與白城堡餐廳十分相似，其後迅速擴展，分店遍及紐約、芝加哥及底特律等地。不過好景不长，1929年，白城堡餐廳控告白塔樓漢堡侵權，法院最終判白塔樓漢堡敗訴，結果白塔樓漢堡支付一大筆賠償只求保住店名。1950年代為白塔樓漢堡的最盛時期，全美有超過200間分店，只是到了薩克斯第三代接班人掌舵時，白塔樓漢堡的分店數目已經大減，後來更退出餐飲業務，轉為房地產投資。